# Phintella castriesiana
Phintella castriesiana är en spindelart som först beskrevs av Grube 1861.  Phintella castriesiana ingår i släktet Phintella och familjen hoppspindlar. Inga underarter finns listade i Catalogue of Life.